# Aveeno
Aveeno – amerykańska marka produktów do pielęgnacji skóry i włosów należąca do amerykańskiej firmy Kenvue.

## Historia
Firma Aveeno została założona w 1945 roku przez braci Alberta i Sidneya Musherów, a jej pierwszym produktem był Soothing Bath Treatment. Aktywnymi składnikami wszystkich produktów Aveeno są koloidalny owies lub ekstrakty z owsa - awentramidy, które zostały oznaczone jako "active naturals". Hasłem marki jest "Lepsze składniki. Lepsza pielęgnacja skóry: Aveeno". Aveeno oferuje produkty do leczenia chorób skóry, takich jak egzema, łuszczyca, kontaktowe zapalenie skóry wywołane przez urushiol, świąd ani, ospa wietrzna, pokrzywka i oparzenia słoneczne.
Nazwa Aveeno pochodzi od naukowej nazwy owsa zwyczajnego, Avena sativa.
Aveeno zostało pierwotnie wyprodukowane przez Rydelle Laboratories, oddział S. C. Johnson & Son, który porzucił nazwę Rydelle w 1989 roku, a następnie został zakupiony przez Johnson & Johnson w 1999 roku. W 2001 roku marka została rozszerzona na kategorie produktów do pielęgnacji niemowląt i mycia ciała dzięki Aveeno Baby i Aveeno Skin Relief Body Wash. W 2004 roku marka została wprowadzona do kategorii pielęgnacji twarzy z linią Positively Radiant, opartą na składniku "Active Soy". W 2005 roku wprowadzona została pielęgnacja przeciwtrądzikowa Aveeno Clear Complexion, a w 2006 roku Aveeno Ultra Calming. W 2007 roku na rynek wprowadzono Aveeno Anti-Aging.

## Spokemodels
W styczniu 2013 roku Jennifer Aniston została ogłoszona rzecznikiem prasowym Aveeno. Zastąpiła ona Danielę van Graas, która przez wiele lat była rzeczniczką i "twarzą" Aveeno. Aniston podobno otrzymała "osiem cyfr" za tę rolę.
W lipcu 2021 r. firma macierzysta Johnson & Johnson wycofała wiele filtrów przeciwsłonecznych w aerozolu Aveeno i Neutrogena w Stanach Zjednoczonych po wykryciu benzenu, substancji chemicznej, która może powodować raka. Firma oświadczyła, że benzen nie jest wykorzystywany w procesie produkcji sprayów i że rozpoczęła dochodzenie w sprawie źródła zanieczyszczenia.

## Zanieczyszczenie środowiska
Aveeno zostało skrytykowane za sprzedaż produktów zawierających mikrogranulki, małe plastikowe kulki, które nie są usuwane w oczyszczalniach ścieków i często trafiają do oceanu. Firma Johnson & Johnson obiecała usunąć mikrogranulki ze swoich produktów do 2017 roku.